# Buchla Synthesizers

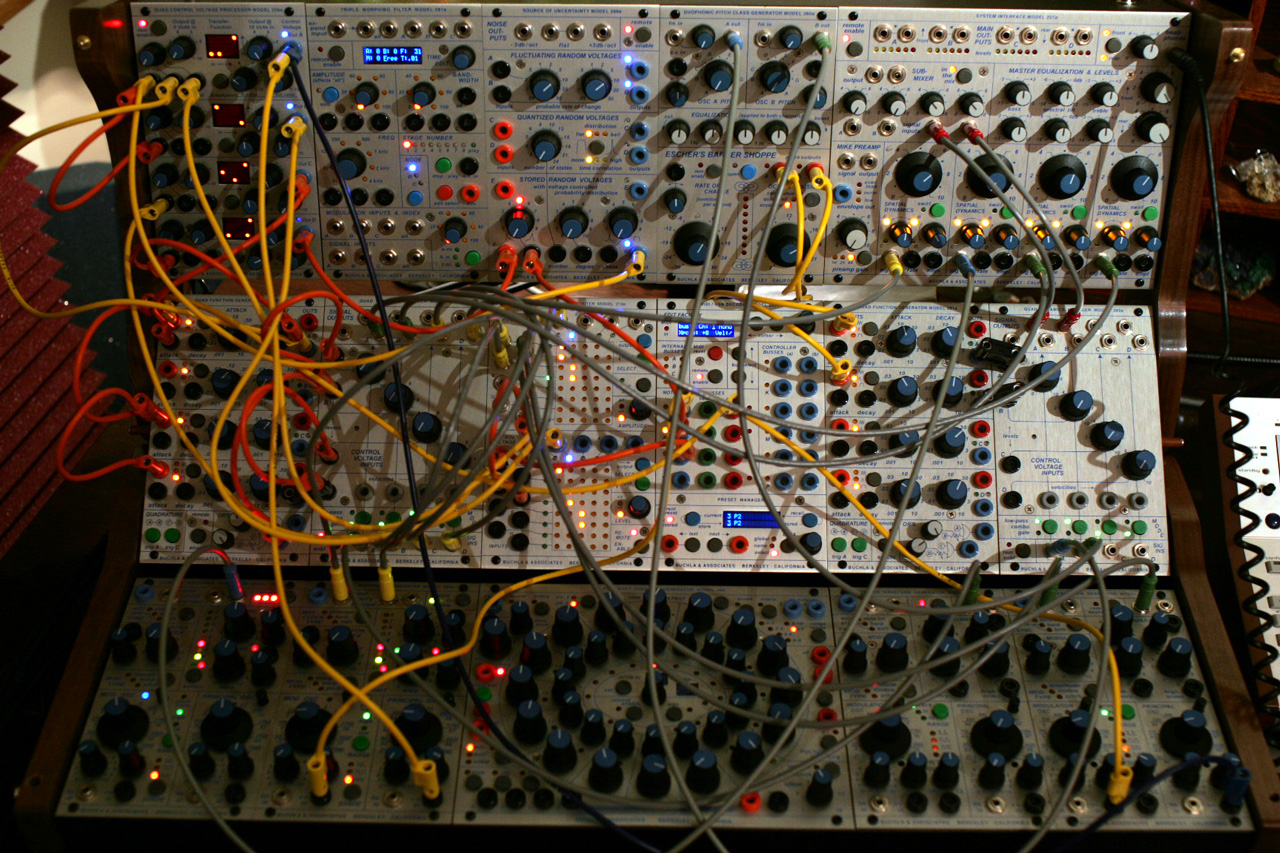
En Buchla 200e

Buchla Synthesizers startades 1960 av Donald Buchla (1937-2016) för konstruktion, design och tillverkning av elektroniska instrument.

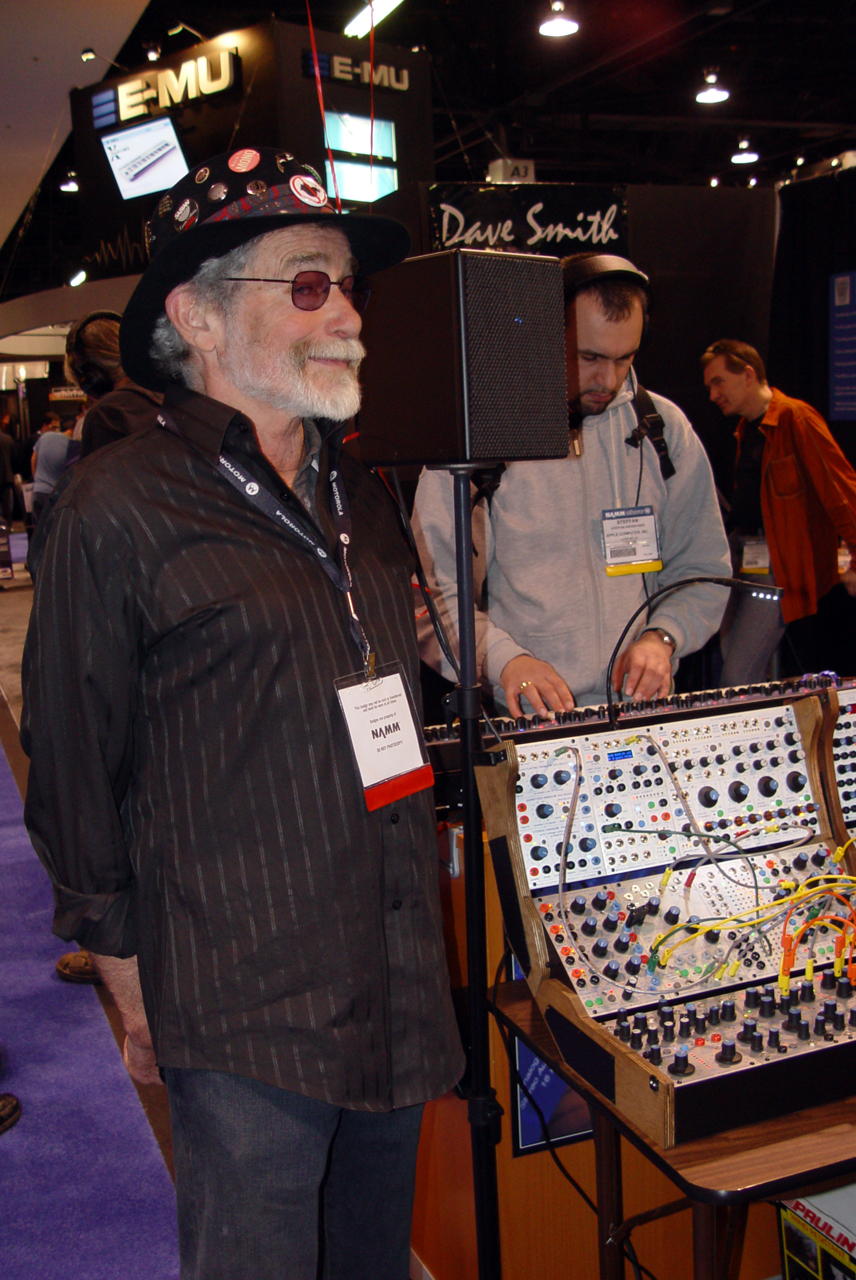
Donald Buchla med en Buchla 200e på en show 2006.

Det första instrumentet tillverkades åt kompositören Morton Subotnick och tack vare pengar från Rockefeller Foundation kunde Buchla 1963 bygga företagets första modulära synthesizer – "The 100 Series".
1969 släppte Buchla Synthesizers sitt första serieproducerade instrument tillsammans med CBS/Fender – "The 200 Series" – även om serien var väldigt begränsad.
Företaget var först med den analoga sequensern och använde sällan eller aldrig konventionellt klaviatur till sina instrument utan tryckkänsliga band och liknande. Idag lever företaget vidare i Buchla & Associates som tillverkar analoga synthesizers och andra produkter inom området elektronisk musik.

## Galleri

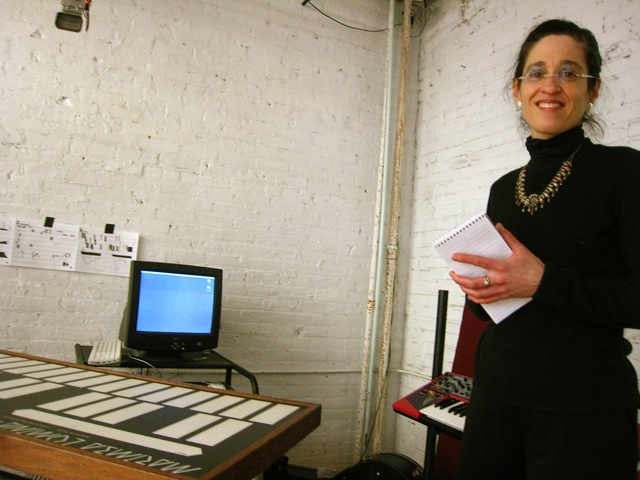
Buchla Marimba Lumina.
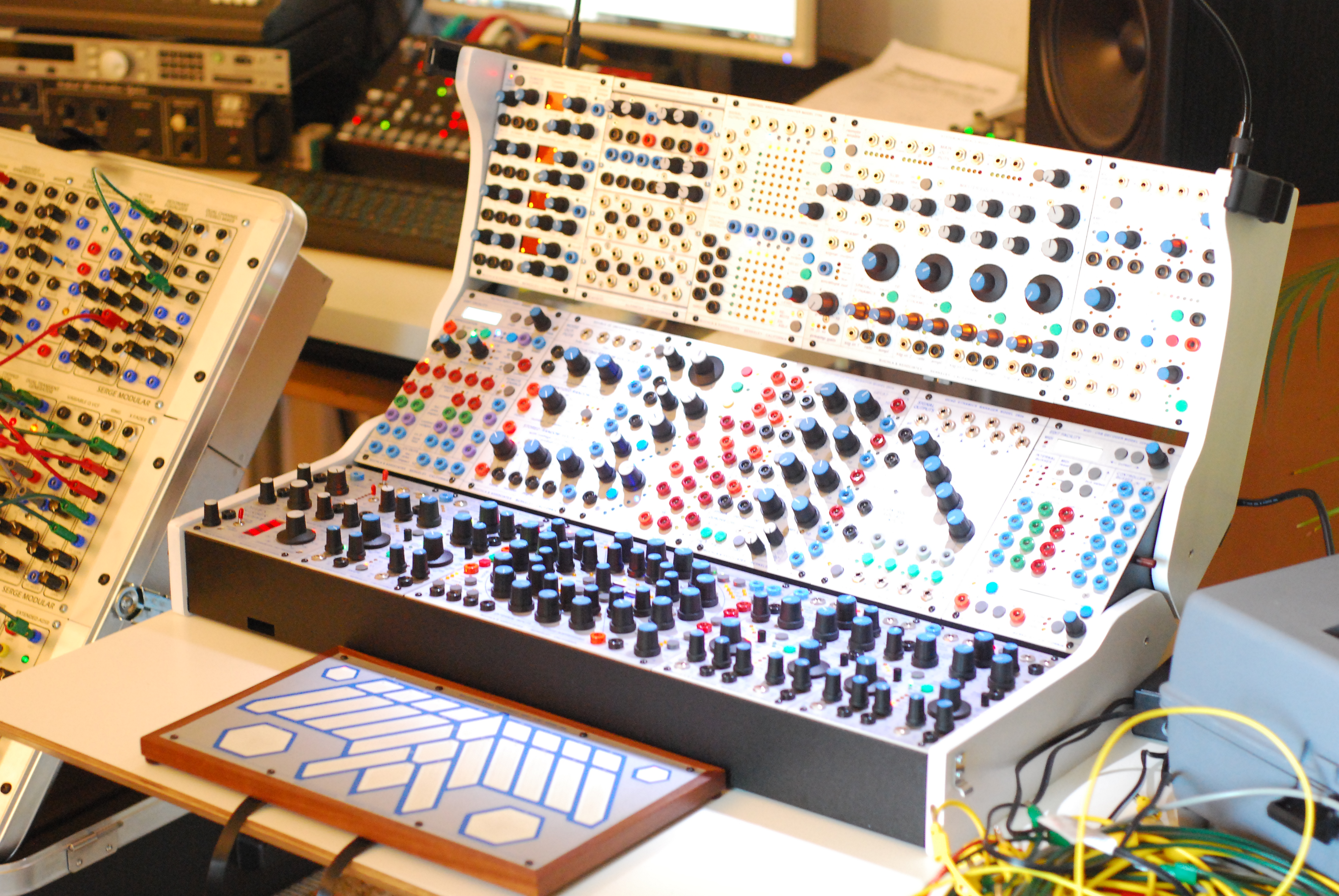
Buchla 200e.
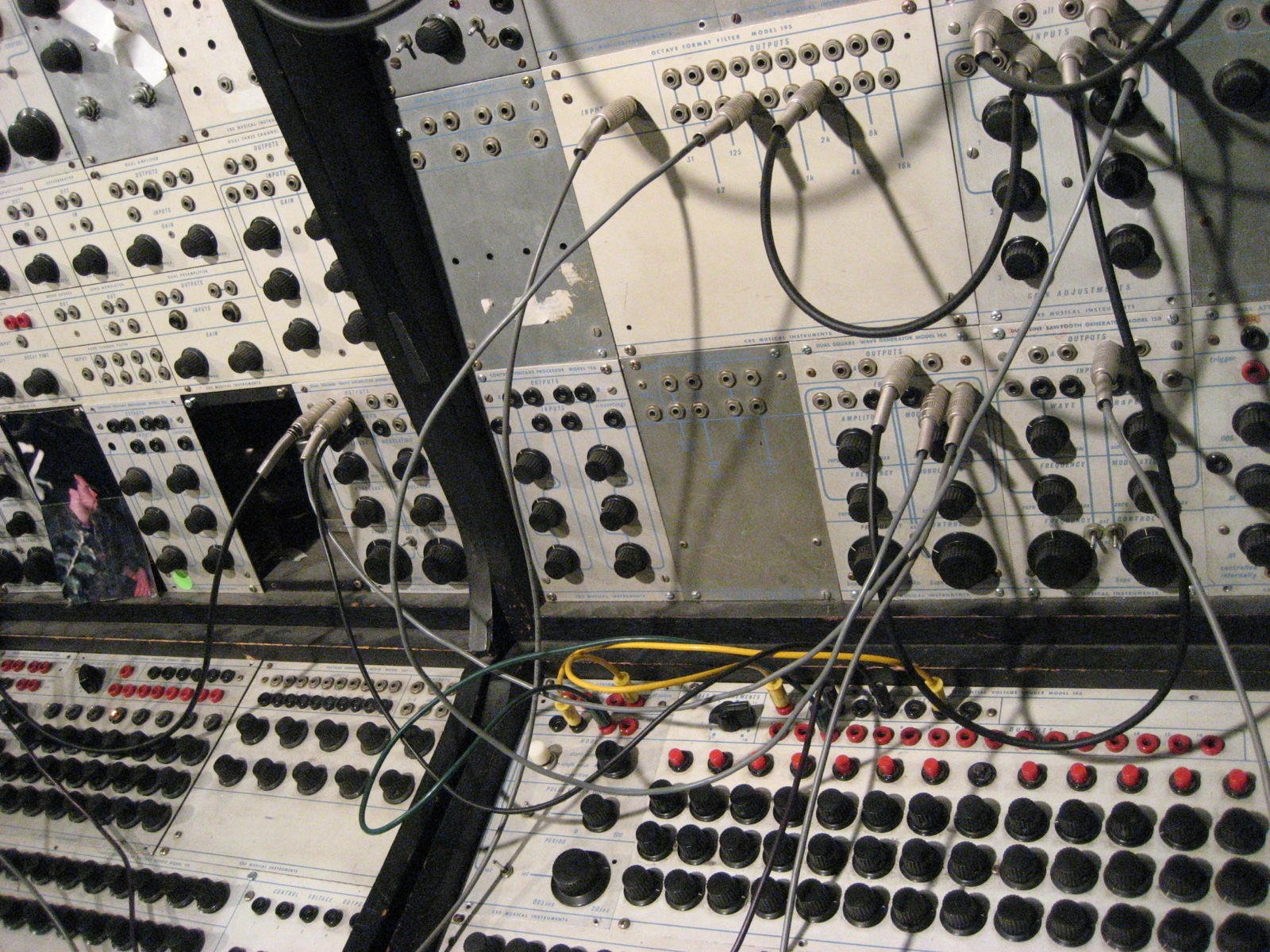
Tidig analog sekvenser.
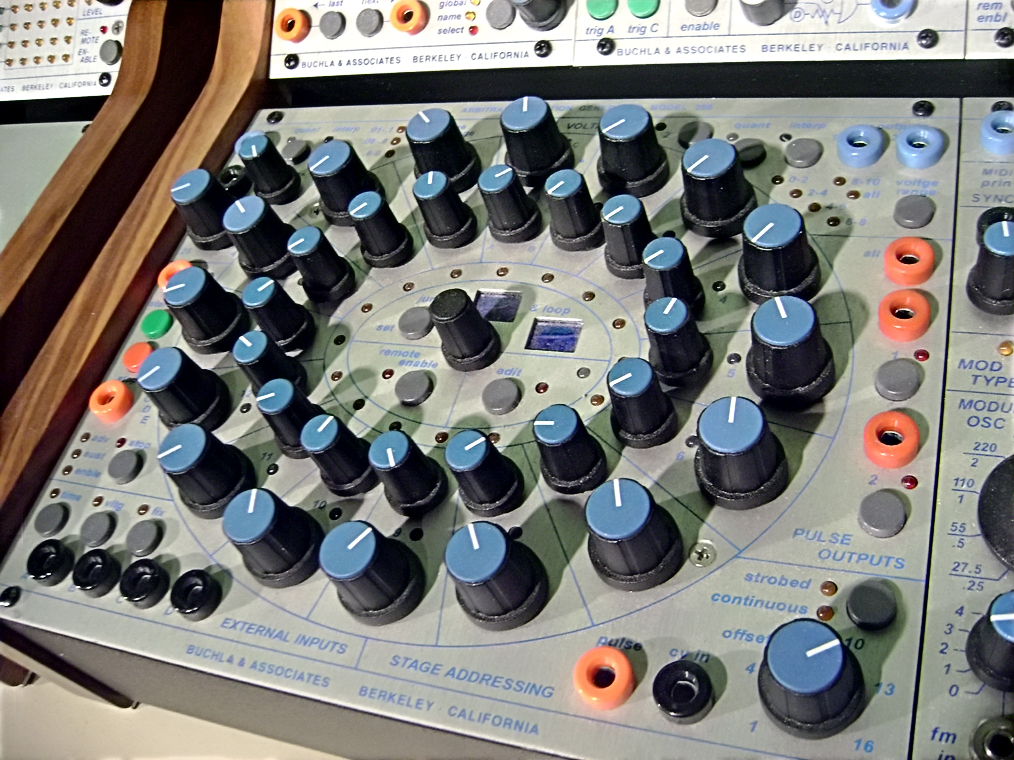
Buchla funktions generator.
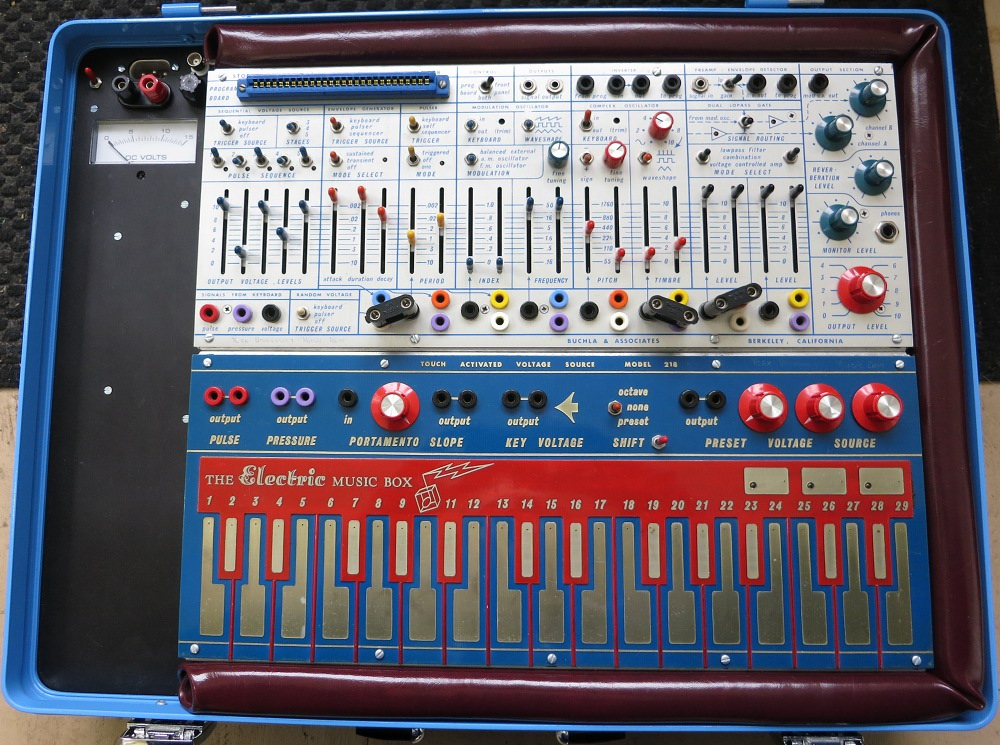
Buchla Music stativ.